# JOY (YUKIの曲)
「JOY」（ジョイ）は2005年1月19日にリリースされたYUKIの9thシングル。

## 概要
2005年第1弾シングルであり、3rdアルバム『joy』の先行シングル。アコースティック感の強いYUKIの楽曲群においては異色と言える、DTMによる打ち込み中心の編曲が行われている。
YUKIが全身黒タイツのダンサーと独特なダンスを踊るミュージック・ビデオが話題となり、この楽曲がテレビ出演などのメディア露出が増えるきっかけとなった。
またシングルCD収録の「Mutiny's Club Voc」と「Eric Kupper Club Mix」に、両リミキサーのDub Mixを加えたハウスリミックスのアナログ盤が、ニューヨークのレーベル「BPM King Street Sounds」から発売され、日本でも輸入盤として販売された。
作曲した蔦谷好位置のバンド時代（CANNABIS）から曲の原型は存在していたが、レコード会社に全否定され、バンド解散後にいろいろなところに持ち込むも、どこからも良い答えがもらえなかった。そんな中、シングル曲を決めるコンペでYUKIに「こんな曲を10年待っていた」と言ってもらえ、採用されることになった。この曲に出会うまでは“自分のための歌”として歌っていたが、「人を元気にしたい。」、「喜びから生まれる歌を分かち合いたい。」と思ってることを実感したとYUKIが述べている。
当初は産休後の再始動第一弾の7thシングルに予定されていたが、YUKIのこだわりから歌詞の変更なども行われて後に9枚目シングルとしてリリースされた。

## ライブ
当初は再始動第一弾シングルに予定されていた楽曲であることもあり、ライブでは発売前から何度か披露されていた。リリース以降もほぼ必ずライブで歌われる。
歌詞について、例えばリリースでは「運命は必然じゃなく偶然で出来てる」となっていた箇所がライブでは「運命は必然という偶然で出来てる」となっているなど、一部に変更が加えられている。YUKIは音楽番組『ゴゴイチ! 〜SPACE SHOWER CHART SHOW〜』の中で、今後は後者の歌詞で歌うと宣言している。

## PV
PVは全身黒タイツを履いたダンサーのなかでYUKIが踊るというもの。YUKI独特の感性と完成度の高さからSPACE SHOWER MVA 06 BEST VIDEO OF THE YEARを受賞した。
監督は中村剛が手がけた。

## 収録曲

### CDシングル
1. JOY
  - 作詞：YUKI・蔦谷好位置／作曲：蔦谷好位置／編曲：田中ユウスケ・湯浅篤
2. JOY -MUTINY'S CLUB VOC.-
  - 編曲：Mutiny
3. JOY -Eric Kupper Club Mix-
  - 編曲：Eric Kupper
4. JOY -takagi masakatsu"rama"remix-
  - 編曲：高木正勝

### アナログ
1. JOY -Eric Kupper Club Mix-
2. JOY -Eric Kupper Dub Mix-
3. JOY -Mutiny's Club Voc-
4. JOY -Mutiny's Dub Mix-

## 収録アルバム
- joy（#1）
- five-star（#1）